# Hanging Houghton
Hanging Houghton – wieś w Anglii, w hrabstwie Northamptonshire, w dystrykcie (unitary authority) West Northamptonshire. Leży 14 km na północ od miasta Northampton i 108 km na północny zachód od Londynu.